# أولاد جبارة
قرية أولاد جبارة هي إحدى القرى التابعة لمركز العسيرات بمحافظة سوهاج في جمهورية مصر العربية. حسب إحصاءات سنة 2006، بلغ إجمالي السكان في أولاد جبارة 11246 نسمة، منهم 5769 رجل و5477 امرأة.